# Кроллис, Раймонд
Раймонд Кроллис (латыш. Raimonds Krollis; род. 28 октября 2001, Рига) — латвийский футболист, нападающий клуба «Специя» и сборной Латвии.

## Биография

### Клубная карьера
Начал заниматься футболом в рижской школе «Метта/ЛУ» у тренеров Ивара Гайлиса и Владимира Циманиса. Также в детстве занимался хоккеем, но в итоге выбрал футбол. В 2019 году был переведён в основной состав столичного клуба и 15 марта 2019 года дебютировал в высшей лиге Латвии в матче против «Риги», заменив на 81-й минуте Ренара Варславанса. В том же сезоне закрепился в стартовом составе команды. В 2020 году, несмотря на то, что «Метта/ЛУ» финишировала предпоследней, Кроллис сумел войти в пятёрку лучших бомбардиров лиги, забив 11 из 22 командных голов, при этом стал наиболее результативным игроком чемпионата среди граждан Латвии.
В 2021 году перешёл в «Валмиеру». По итогам сезона стал серебряным призёром чемпионата и занял третье место среди бомбардиров (12 голов), снова опередив по числу голов всех соотечественников. Также в этом сезоне провёл свои первые матчи в еврокубках и стал автором гола в ворота литовской «Судувы». В 2022 году стал чемпионом Латвии и лучшим бомбардиром чемпионата (25 голов).
По состоянию на начало 2021 года сообщалось об интересе к игроку со стороны шотландского «Селтика», итальянского «Кальяри» и неназванных клубов Серии Б.
В январе 2023 года появилась информация, что футболист станет игроком итальянской «Специи». Вскоре футболист официально перешёл в итальянский клуб, подписав контракт до конца июня 2026 года. Сумма трансфера составила порядка 1.5 миллиона евро.

### Карьера в сборной
В начале 2019 года впервые был вызван в юниорскую сборную Латвии (до 19 лет), в дебютном матче против ровесников из Армении отличился голом. В своей третьей игре против команды Литвы (5:1) забил 4 гола. Всего за полтора года выступлений забил 10 голов в 13 матчах и стал лучшим бомбардиром латвийской сборной 19-летних в истории.
В национальной сборной дебютировал 6 сентября 2020 года в матче Лиги наций УЕФА против Мальты. Свой первый гол забил в четвёртой игре, 17 ноября 2020 года в ворота Андорры.

## Достижения
- Серебряный призёр чемпионата Латвии: 2021
- Чемпион Латвии: 2022